# Bez svidetelej
Bez svidetelej (in russo Без свидетелей?, Senza testimoni) è un film del 1983 diretto da Nikita Michalkov.

## Trama
Una notte un uomo va a visitare la sua ex moglie e scopre che intende sposare un suo vecchio amico. I due ex coniugi si attaccano a vicenda con tutti i possibili mezzi.